# Lâu đài Lietava
Lâu đài Lietava (tiếng Slovakia: Lietava hrad) là tàn tích của một lâu đài thuộc địa phận làng Lietava, vùng Žilina, Slovakia. Lâu đài tọa lạc ở độ cao 635 mét so với mực nước biển. Lâu đài Lietava là một trong những di tích có diện tích lớn nhất (diện tích xây dựng là 1 ha) và được bảo tồn đẹp nhất không chỉ ở Slovakia mà còn ở Trung Âu.

## Lịch sử
Lâu đài Lietava được xây dựng trên mỏm đá phía đông của Cao nguyên Súľov vào nửa cuối thế kỷ 13. Lâu đài được một người nào đó trong dòng họ Balaš xây dựng. Matúš Čák tiếp quản lâu đài vào đầu thế kỷ 14, nhưng sau khi ông qua đời vào năm 1321, lâu đài bị quân đội của Vua Karol Róbert chinh phục và trao trả cho gia đình Balaš. Vào cuối thế kỷ 14, lâu đài trở thành tài sản của Vua Sigismund. Sau đó, nhà vua ban tặng lâu đài cho Pavel Kinižim. Vào đầu thế kỷ 16, lâu đài được Mikuláš Kostka mua lại. Từ năm 1698, lâu đài không có người ở và chỉ được sử dụng làm một kho lưu trữ. Tuy nhiên, kho lưu trữ này sau đó được chuyển đến lâu đài Orava trong giai đoạn 1760 - 1770. Kể từ đó, lâu đài Lietava không còn được sử dụng và trùng tu, nên dần rơi vào tình cảnh hoang tàn.
Hiện nay, đây là một trong những lâu đài được du khách ghé thăm nhiều nhất ở Slovakia.

## Hình ảnh

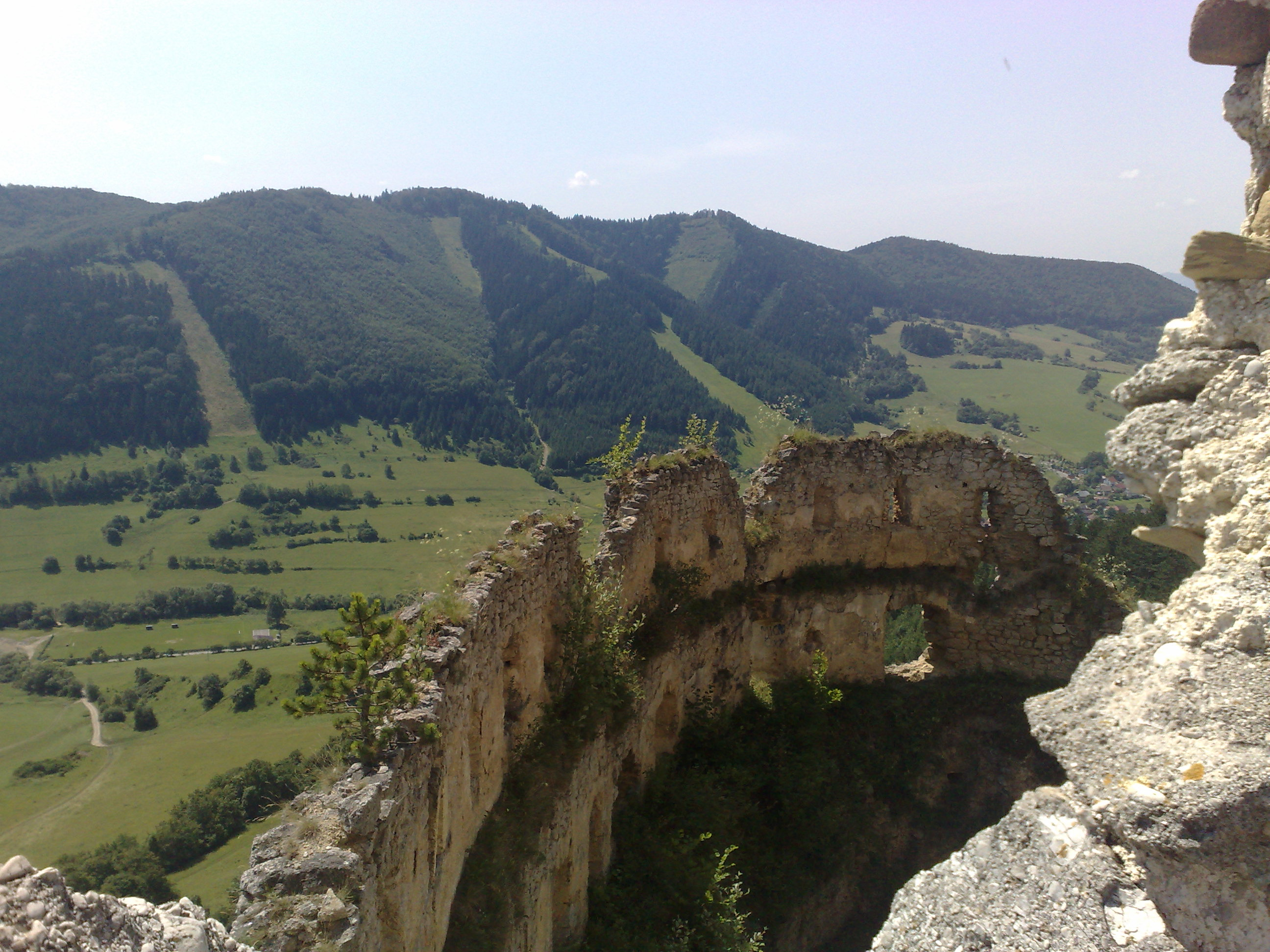
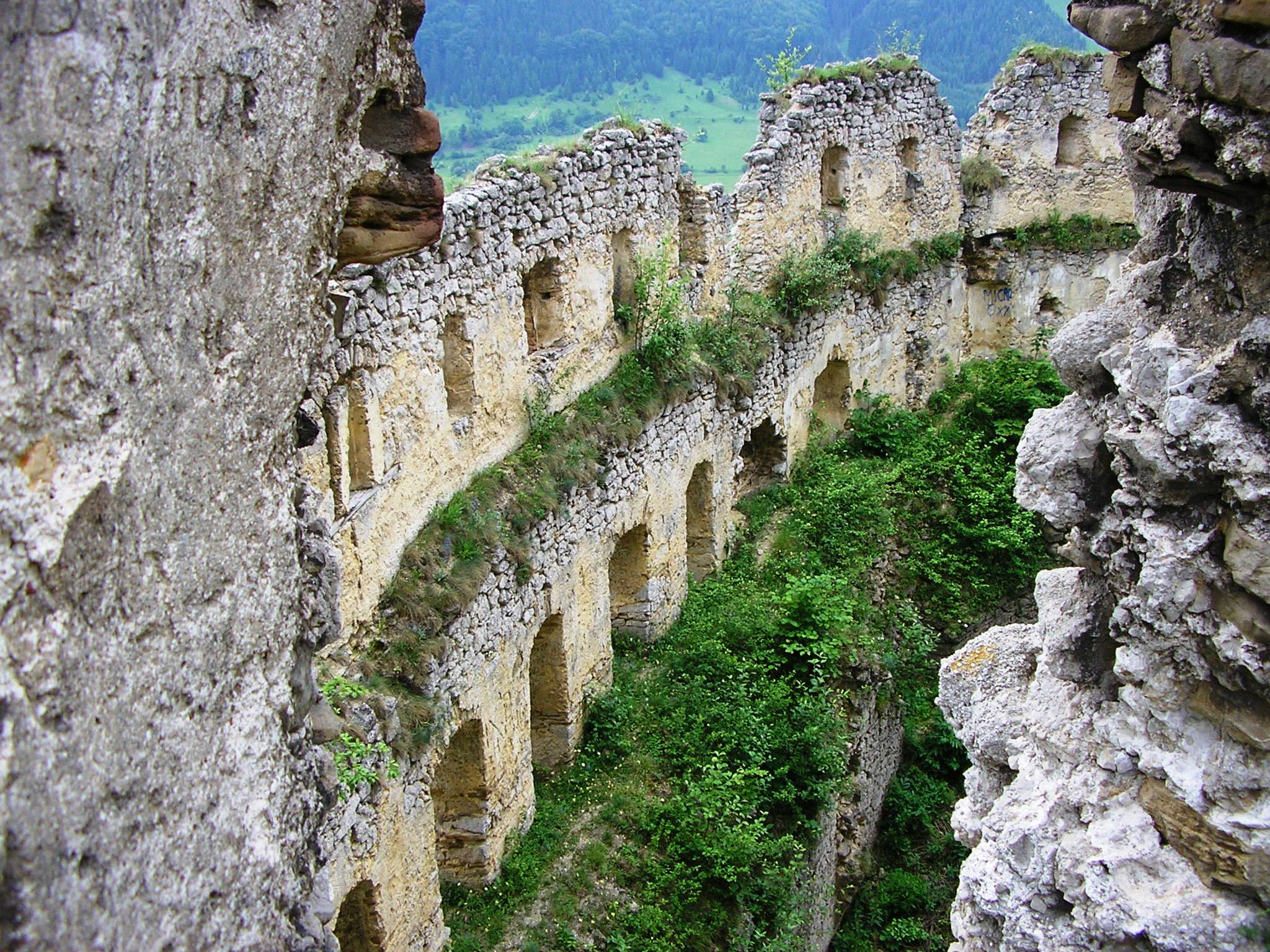
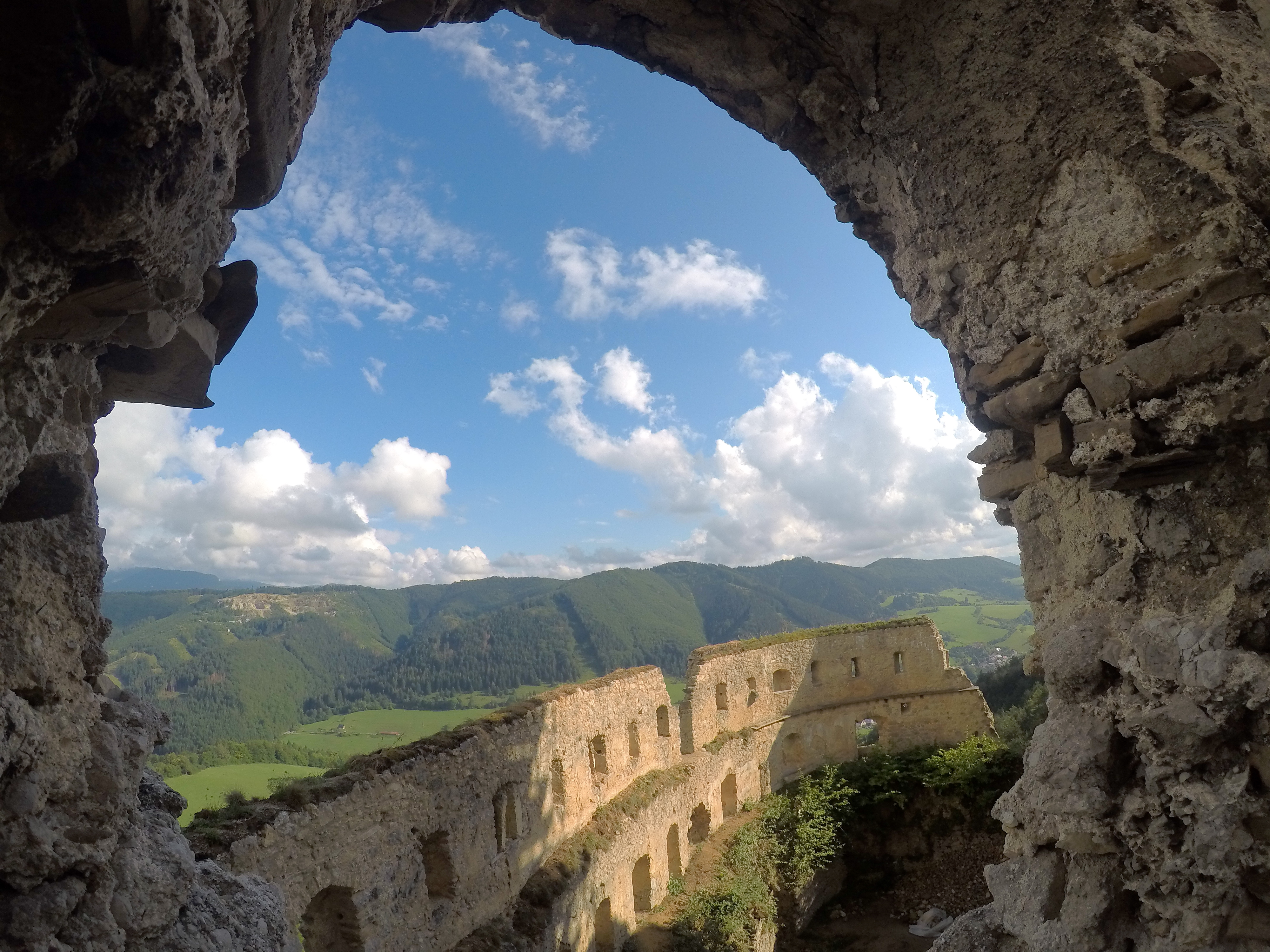